# Titularbistum Aradi
Aradi ist ein Titularbistum der römisch-katholischen Kirche.
Es geht zurück auf einen untergegangenen Bischofssitz in der gleichnamigen antiken Stadt, die in der römischen Provinz Africa proconsularis (heute nördliches Tunesien) lag. Der Bischofssitz war der Kirchenprovinz Karthago zugeordnet.
| Titularbischöfe von Aradi |                                      |                                                     |                   |                   |
| Nr.                       | Name                                 | Amt                                                 | von               | bis               |
| 1                         | Bryan Joseph McEntegart              | emeritierter Bischof von Ogdensburg (New York, USA) | 19. August 1953   | 16. April 1957    |
| 2                         | Johannes Vonderach                   | Koadjutorbischof von Chur (Schweiz)                 | 31. Oktober 1957  | 18. Januar 1962   |
| 3                         | Eduard Schick                        | Weihbischof in Fulda (Deutschland)                  | 14. April 1962    | 18. Dezember 1974 |
| 4                         | Bernard Francis Pappin               | Weihbischof in Sault Sainte Marie (Kanada)          | 29. Januar 1975   | 27. August 1998   |
| 5                         | Annetto Depasquale                   | Weihbischof in Malta (Malta)                        | 16. November 1998 | 29. November 2011 |
| 6                         | Wayne Joseph Kirkpatrick             | Weihbischof in Toronto (Kanada)                     | 18. Mai 2012      | 18. Dezember 2019 |
| 7                         | Francisco Daniel Rivera Sánchez MSpS | Weihbischof in Mexiko (Mexiko)                      | 25. Januar 2020   | 18. Januar 2021   |
| 8                         | Germán Medina Acosta                 | Weihbischof in Bogotá (Kolumbien)                   | 11. Juni 2021     | 29. Juni 2024     |
| 9                         | Rui Augusto Jardim Gouveia           | Weihbischof in Lissabon (Portugal)                  | 10. Dezember 2024 |                   |